# Alexis-Xyste Bernard
Alexis-Xyste Bernard, né le 29 décembre 1847 à Belœil et mort le 17 juin 1923, est un prélat québécois, sixième évêque de Saint-Hyacinthe de 1905 à 1923.

## Biographie

### Formation
Fils d'Héloïse Préfontaine et de Théodule Bernard, nobles cultivateurs, Alexis-Xyste naît le 29 décembre 1847 à Belœil, dans le comté de Verchères. Il fait ses études classiques et théologiques chez les Messieurs de Saint-Sulpice de Montréal. Avant la fin de ses études, il est envoyé au collège classique de Sorel où, tout en terminant ses études théologiques, il assume la tâche d'enseignant. Le 1er octobre 1871, il est ordonné prêtre en l'église Saint-Mathieu de Beloeil par Mgr Charles Larocque.

### Ministères
Il est d'abord nommé vicaire à Saint-Denis-sur-Richelieu de 1871 à 1872. Puis, jusqu'en 1876, il est nommé directeur du Collège classique de Sorel. Au cours de l'année 1876, il se rend faire un séjour au noviciat des Jésuites. À son retour, Mgr Moreau, qui vient de prendre la succession de Mgr Larocque, l'appelle à l'évêché de Saint-Hyacinthe à titre d'assistant-secrétaire. En 1886, il est promu secrétaire et ce jusqu'en 1893. De 1893 à 1905, il exerce la charge de vicaire général du diocèse. Tout en assumant ses fonctions d'assistant-secrétaire, de secrétaire et de vicaire général, il est aumônier des Sœurs de Saint-Joseph de Saint-Hyacinthe entre 1877 et 1897 ainsi que chanoine titulaire de la Cathédrale de Saint-Hyacinthe de 1877 à 1906, archidiacre de 1877 à 1901, prévôt du chapitre de 1893 à 1905, protonotaire apostolique ad instar participipantium de 1901 à 1906 et vicaire capitulaire de 1905 à 1906.
En juillet 1905, alors que la santé de Mgr Maxime Decelles se détériore, le pape Pie X nomme Alexis-Xyste Bernard coadjuteur de Saint-Hyacinthe. À la suite du décès de Mgr Maxime Decelles le 7 juillet 1905, c'est donc Alexis-Xyste Bernard qui, jusqu'au 16 décembre 1905, date du bref papal le nommant évêque titulaire, conduit les affaires de l'Église de Saint-Hyacinthe. Il est consacré évêque le 15 février 1906 en la Cathédrale de Saint-Hyacinthe par Mgr Paul Bruchési avec comme co-consécrateurs Paul LaRocque et Joseph-Alfred Archambeault. Il occupe alors les fonctions épiscopales jusqu'à sa mort, le 17 juin 1923.